# Cliftonia monophylla

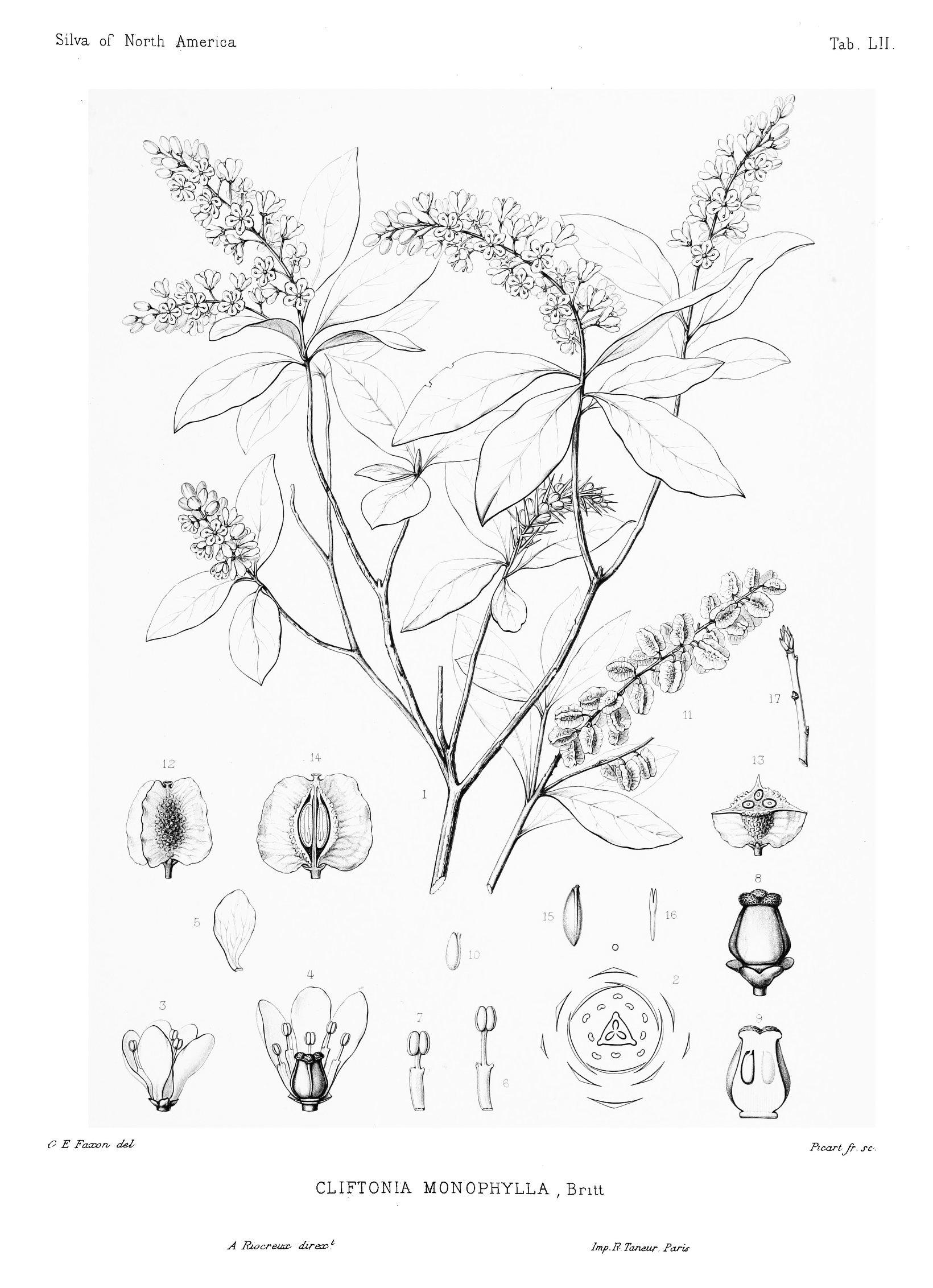
Illustration von Cliftonia monophylla

Cliftonia monophylla ist eine Pflanzenart aus der Familie der Cyrillaceae und die einzige Art der Gattung Cliftonia. Der Gattungsname wurde wahrscheinlich zu Ehren von William Clifton, einem britischen Juristen und Pflanzensammler in Nordamerika in der Mitte des 18. Jh. gewählt.

## Beschreibung
Cliftonia monophylla ist ein immergrüner kleiner, etwa 3–7 Meter oder auch einiges höherer (bis 15 Meter), hoher Baum oder Strauch. Die einfachen, ledrigen und wechselständigen Laubblätter sind kurz gestielt bis sitzend. Die elliptischen bis verkehrt-eiförmigen, kahlen und bis etwa 10 Zentimeter langen, unterseits hellgrünen bis glauken Blätter mit keilförmiger Basis sind ganzrandig und stumpf oder rundspitzig bis spitz, manchmal auch eingebuchtet. Die Nebenblätter fehlen.
Es werden relativ kurze und traubigen Blütenstände gebildet. Die duftenden und fünfzähligen, zwittrigen, weißen oder rosafarbenen Blüten besitzen eine doppelte Blütenhülle. Der kurze Blütenstiel weist zwei Vorblätter auf, die abgeworfen werden. Der Kelch ist nur klein mit kurzen Lappen, die längeren Petalen sind spatel- bis verkehrt-eiförmig. Die Kronblätter besitzen keine Drüsen. Die 10 Staubblätter stehen in zwei Kreisen zu je fünf, die Staubfäden sind in der unteren Hälfte kronblattartig, seitlich verbreitert. Die oberständigen Fruchtknoten sind drei- bis fünffächrig und -kantig, je Fach findet sich eine hängende Samenanlage. Die fast sitzende, massive Narbe ist zwei- bis fünffach gelappt.
Die etwa kleine, bis 6–9 Millimeter lange Frucht, mit beständigem Kelch und kleinen Narbenresten, ist zwei- bis fünffach geflügelt und enthält bis zu fünf Samen, in der Regel jedoch fehlen die Samen.

## Verbreitung
Die Art findet sich in den Küstenebenen der südöstlichen USA.

## Systematik
Gemeinsam mit der Gattung Cyrilla, die nur eine Art umfasst, bildet Cliftonia die Familie der Cyrillaceae. Da auch Cliftonia monotypisch ist, umfasst die Familie nur zwei Arten.